# Anu Malik
Pour les articles homonymes, voir Anu et Malik.
Anu Malik (né le 2 novembre 1960  à Bombay) est un musicien et chanteur indien, directeur musical et compositeur de musique de film de Bollywood .

## Biographie
Anu Malik a composé beaucoup de chansons depuis deux décennies. Ses chansons de films ont eu un grand succès : Baazigar (1993), Akele Hum Akele Tum (1996), Kareeb (1997), Border (en) (1997), Refugee (2000), Fiza (2000), Asoka (2001), Aks (2001), Filhal (2002), LOC Kargil (2003), Main Hoon Na (2004), Murder (2004).
Il a aussi chanté dans quelques chansons de film. Il est connu comme étant le plus polyvalent des compositeurs indiens pour le cinéma, composant des chansons pour presque tous les types de films.

## Filmographie partielle
- 1981 : Aapas Ki Baat (en) de Harmesh Malhotra (en)
- 1984 : Aasmaan (en) de Tony Juneja
- 1986 : Ek Chadar Maili Si (en) de Sukhwant Dhadda
- 1986 : Allah Rakha de Ketan Desai
- 1986 : Angaaray (en) de Rajesh Sethi
- 1986 : Begaana (en) de Ambrish Sangal
- 1987 : Dadagiri (en) de Deepak Shivdasani
- 1988 : Gangaa Jamunaa Saraswati (en) de Manmohan Desai (en)
- 1988 : Aakhri Adaalat (en) de Rajiv Mehra
- 1989 : Aakhri Baazi (en) de Ashim Samanta (en)
- 1989 : Abhimanyu (en) de Tony Juneja
- 1989 : Dav Pech (en) de Kawal Sharma (en)
- 1989 : Dana Paani (en) de Deven Verma
- 1990 : Doodh Ka Karz (en) d'Ashok Gaekwad
- 1990 : Gunahon Ka Devta (en) de Kawal Sharma
- 1990 : Awaargi (en) de Mahesh Bhatt
- 1991 : Bhabhi (en) de Kishore Vyas
- 1991 : Fateh (en) de Talat Jani
- 1992 : Chamatkar de Rajiv Mehra
- 1992 : Tahalka d'Anil Sharma (en)
- 1993 : Baazigar de Abbas-Mastan
- 1994 : Aa Gale Lag Jaa de Hamid Ali Khan
- 1994 : Gopalaa (hi) d'Akash Jain
- 1994 : The Gentleman (en) de Mahesh Bhatt
- 1995 : Akele Hum Akele Tum de Mansoor Khan
- 1995 : Gambler de Dayal Nihalani
- 1995 : Yaraana de David Dhawan
- 1995 : Ahankaar (en) de Ashim Samanta
- 1995 : Baazi (en) de Ashutosh Gowariker
- 1995 : Haathkadi de Rama Rao Tatineni (en)
- 1996 : Daraar d'Abbas-Mastan
- 1996 : Ghatak: Lethal (en) de Rajkumar Santoshi
- 1996 : Diljale d'Harry Baweja (en)
- 1996 : Zordaar (en) de Ajay Kashyap
- 1996 : Dushman Duniya Ka de Mehmood
- 1996 : Beqabu (en) de N. Chandra (en)
- 1996 : Chaahat de Mahesh Bhatt
- 1997 : Ankhon Mein Tum Ho (en) de Ashim Samanta
- 1997 : Auzaar (en) de Sohail Khan
- 1997 : Dhaal (en) de Sameer Malkan
- 1997 : Border (en) de J. P. Dutta
- 1997 : Tamanna de Mahesh Bhatt
- 1997 : Hamesha de Sanjay Gupta
- 1998 : Duplicate de Mahesh Bhatt
- 1998 : Angaaray (en) de Mahesh Bhatt
- 1998 : Gharwali Baharwali (en) de David Dhawan
- 1998 : China Gate de Rajkumar Santoshi
- 1999 : Aarzoo (en) de Lawrence D'Souza (en)
- 1999 : Haseena Maan Jaayegi de David Dhawan
- 1999 : Baadshah d'Abbas-Mastan
- 1999 : Biwi No. 1 de David Dhawan
- 2000 : Fiza de Khalid Mohamed
- 2000 : Aaghaaz (en) de Yogesh Ishwar
- 2000 : Ghaath (en) d'Akashdeep
- 2000 : Gang (en) de Mazhar Khan (en)
- 2000 : Har Dil Jo Pyar Karega... de Raj Kanwar
- 2000 : Badal (en) de Raj Kanwar
- 2000 : Champion de Padam Kumar
- 2001 : Ajnabee d'Abbas-Mustan
- 2001 : Aks de Rakeysh Omprakash Mehra
- 2001 : Asoka de Santosh Sivan
- 2001 : Chori Chori Chupke Chupke d'Abbas-Mastan
- 2001 : Yaadein de Subhash Ghai
- 2002 : Filhaal... (en) de Meghna Gulzar
- 2002 : Ab Ke Baras (en) de Raj Kanwar
- 2002 : Awara Paagal Deewana (en) de Vikram Bhatt
- 2002 : Badhaai Ho Badhaai de Satish Kaushik
- 2002 : Chor Machaaye Shor (en) de David Dhawan
- 2004 : Garv: Pride & Honour (en) de Puneet Issar
- 2004 : Aan: Men at Work (en) de Madhur Bhandarkar
- 2004 : Ab Tumhare Hawale Watan Saathiyo (en) de Anil Sharma (en)
- 2004 : Fida (en) de Ken Ghosh (en)
- 2004 : Coup de foudre à Bollywood de Gurinder Chadha
- 2004 : Dobara (en) de Shashi Ranjan (en)
- 2005 : Bachke Rehna Re Baba (en) de Govind Menon (en)
- 2005 : Elaan de Vikram Bhatt
- 2005 : Fareb (en) de Deepak Tijori
- 2005 : Deewane Huye Paagal (en) de Vikram Bhatt
- 2005 : Chehraa (en) de Saurabh Shukla (en)
- 2006 : Umrao Jaan de J.P. Dutta
- 2006 : Aatma (en) de Deepak Ramsay
- 2008 : Anamika (en) de Anant Mahadevan
- 2008 : Don Muthu Swami (en) de Ashim Samanta
- 2009 : Chal Chala Chal (en) de T K Rajeev Kumar (en)
- 2010 : Toonpur Ka Superrhero de Kireet Khurana
- 2012 : Gali Gali Chor Hai (en) de Rumi Jafrey
- 2015 : Dum Laga Ke Haisha de Sharat Katariya (en)

## Récompenses et distinctions
Anu Malik a gagné deux récompenses en tant que meilleur directeur musical (Main Hoon Na (2004) et Baazigar (1993)). Il a aussi remporté un National Film Award en tant que meilleur directeur musical en 2000, pour le film Refugee.
- Notices d'autorité :   - VIAF
  - ISNI
  - BnF (données)
  - IdRef
  - LCCN
  - GND
  - Espagne
  - Pologne
  - Israël
  - NUKAT
  - Tchéquie
  - WorldCat